# Ferhat Ayaz
Ferhat Ayaz (* 10. Oktober 1994 in Nusaybin) ist ein türkisch-schwedischer Fußballspieler.

## Karriere

### Verein
Ayaz spielte in den Nachwuchsabteilungen der Vereine Karlslunds IF HFK und IFK Kristinehamn, ehe er weiter zu Degerfors IF wechselte. Hier wurde er im Laufe des Jahres 2012 in den Profikader aufgenommen und erkämpfte sich allmählich einen Stammplatz. Da er neben der schwedischen auch die türkische Staatsangehörigkeit besaß und es in den oberen türkischen Profiligen ein stark begrenztes Ausländerkontingent gab, wurden türkischstämmige Fußballspieler im Ausland für türkische Vereine interessant. Unter diesen Bedingungen wechselte Ayaz im Januar 2015 zum Erstligisten Gaziantepspor. Im Mai 2016 verließ er diesen Verein und wechselte für sechs Monate zum Örebro SK. Dallkurd FF und erneut Degerfors IF waren bis Ende 2021 die weiteren Stationen. Dann spielte er ein halbes Jahr für den FK Borac Banja Luka in der bosnischen Premijer Liga. Seit August 2022 steht er wieder in Schweden beim Zweitligisten IK Brage unter Vertrag.

### Nationalmannschaft
Von 2013 bis 2015 absolvierte Ayaz insgesamt zehn Partien für diverse schwedische Jugendnationalmannschaften und erzielte dabei zwei Treffer.